# The Jelly Roll Kings
The Jelly Roll Kings (рус. Короли-бабники)  — американская группа, своего рода супергруппа до появления такого термина ,  исполнявшая электрический дельта-блюз.  Номинант Blues Music Awards в номинации «Альбом традиционного блюза» (1980).

## История
Группа под названием The Nighthawks в составе Фрэнка Фроста (клавишные, гармоника, вокал), Биг Джека Джонсона (гитара, бас-гитара, вокал), Сэма Карра (ударные) была сформирована в 1962 году, когда уроженцы Арканзаса Фрост и Карр приехали в Кларксдейл, Миссисиппи где объединились с Биг Джек Джонсоном. В течение 1960-1970-х годов группа выступала нерегулярно, участники группы выступали в основном индивидуально, однако записала два альбома в 1962 и 1966 годах.
В 1979 году группа, уже под названием The Jelly Roll Kings записала альбом Rockin' the Juke Joint Down, который в 1980 году был номинирован на Blues Music Awards в номинации «Альбом традиционного блюза». В дальнейшем участники группы также продолжали в основном работать отдельно друг от друга, получив большую известность порознь, чем в составе группы, но записали несколько альбомов вместе.
Со смертью Франка Фроста в 1999 году история группы завершилась.
Творчество группы представляло собой «сырой электрический дельта-блюз; напоминание о времени, когда такая музыка звучала в сельских придорожных закусочных Миссисипи и Арканзаса, „джук-джойнтах“, где проводились азартные игры и часто подавали самодельный виски» .
О выступлении группы в 1987 году The Washington Post писала: «Пока слушатели толпились на эстраде, гармонист и клавишник Фрэнк Фрост, гитарист Биг Джек Джонсон и барабанщик Сэм Карр откапывали глубокий старомодный ритм почти в каждой мелодии. Лаконичный вокал Фроста, и острая гармошка в духе Сонни Боя Уильямсона в сочетании с ритмами Карра создали удивительно расслабленное и убедительное звучание» 
В 1988 году про группу писали «Гармонист и пианист Фрэнк Фрост учился у Сонни Боя Уильямсона и Хаулина Вулфа; он сочетает эти влияния с грубым, резким вокальным стилем, и освежающе остроумным подходом к текстам. В довершение всего гитарист Биг Джек Джонсон интенсивно исполняет отрывистые музыкальные фразы с добавкой классической грязи Delta и неуловимой мелодической тонкостью. Благодаря перкуссионисту Сэму Карру, сыну великого Роберта Найтхоука, задающему элементарный блюзовый ритм, эта группа может по праву претендовать на то, что продолжает самые почитаемые и почтенные традиции блюза» .
«В 1970-х и начале 80-х годов всем, кто искал аутентичный джук-джойнтовый блюз — старую и исчезающую черную музыку сельского и провинциального американского юга — советовали ехать в Миссисипи и искать трио под названием Nighthawks или Jelly Roll Kings» .

## Дискография
Как The Nighthawks:
- Hey Boss Man (1962)
- My Back Scratcher (1966)

Как The Jelly Roll Kings:
- Rockin' the Juke Joint Down (1979)
- Midnight Prowler (1988)
- Daddy When Is Mama Comin' Home (1991)
- Off Yonder Wall (1996)